# Moncho Gil
Ramón Gil, plus communément appelé Moncho Gil, (né le 16 août 1897 à Vigo et mort le 18 janvier 1965 dans la même ville) est un footballeur international espagnol. Il participe aux Jeux olympiques d'été de 1920, remportant la médaille d'argent avec l'Espagne.

## Biographie
Moncho Gil reçoit deux sélections en équipe d'Espagne lors de l'année 1920.
Il participe aux Jeux olympiques d'été de 1920 organisés en Belgique. Lors du tournoi olympique, il joue deux matchs : contre l'Italie, et les Pays-Bas. Il s'agit de deux victoires.

## Palmarès

### équipe d'Espagne
- Jeux olympiques de 1920 :
  -  Médaille d'argent.